# 朱古洞乡
朱古洞乡，是中华人民共和国河南省驻马店市驿城区下辖的一个乡镇级行政单位。

## 行政区划
朱古洞乡下辖以下地区：
秦庄村、朱古洞村、老藏庄村、北泉村、柴坡村、钱庄村、胡庄村、五道庙村和窑后村。